# Chen Yufei
Chen Yufei (chinesisch 陈雨菲, Pinyin Chén Yǔfēi, * 1. März 1998 in Tonglu, Volksrepublik China) ist eine chinesische Badmintonspielerin.

## Karriere
Chen Yufei errang als ersten großen Erfolg ihrer Karriere Platz drei bei den Chinese International 2015. Zuvor startete sie als Juniorin bei den Asian Youth Games 2013 und bei den Badminton-Juniorenweltmeisterschaften 2014 sowie bei den Junioren-Badmintonasienmeisterschaften 2014. Bei letztgenannter Veranstaltung gewann sie Silber im Dameneinzel. Beim German Juniors 2014 wurde sie Zweite im Einzel. Bei den Macau Open 2014 schied sie dagegen in der ersten Runde aus. 2019 gewann sie das Einzel bei den Australia Open. 2021 siegte sie bei Olympia im Dameneinzel.